# Kiss of Death (Motörhead)
Kiss Of Death is het 19de studioalbum van de heavymetalband Motörhead, uitgebracht op 29 augustus 2006 via Sanctuary Records. De opvolger van Inferno (2004) werd geproduceerd door Cameron Webb, net zoals hun vorige studioalbum.

## Inhoud
1. Sucker – 2:59
2. One Night Stand – 3:05
3. Devil I Know – 3:00
4. Trigger – 3:53
5. Under The Gun – 4:44
6. God Was Never On Your Side – 4:20
7. Living In The Past – 3:45
8. Christine – 3:42
9. Sword Of Glory – 3:57
10. Be My Baby – 3:40
11. Kingdom of the Worm – 4:08
12. Going Down – 3:35
13. R.A.M.O.N.E.S. (bonustrack) – 1:22 Sanctuary release
14. Whiplash (bonustrack) – 3:49 SPV Limited Edition release